# Bahna, Vijnița
Bahna (în ucraineană Багна și în germană Bahna) este un sat reședință de comună în raionul Vijnița din regiunea Cernăuți (Ucraina). Are 1,009 locuitori, preponderent ucraineni (huțuli).
Satul este situat la o altitudine de 475 metri, în partea de vest a raionului Vijnița, în apropiere de orașul Vijnița.

## Istorie
Localitatea Bahna a făcut parte încă de la înființare din regiunea istorică Bucovina a Principatului Moldovei. În ianuarie 1775, ca urmare a atitudinii de neutralitate pe care a avut-o în timpul conflictului militar dintre Turcia și Rusia (1768-1774), Imperiul Habsburgic (Austria de astăzi) a primit o parte din teritoriul Moldovei, teritoriu cunoscut sub denumirea de Bucovina. După anexarea Bucovinei de către Imperiul Habsburgic în anul 1775, localitatea Bahna a făcut parte din Ducatul Bucovinei, guvernat de către austrieci, făcând parte din districtul Vijnița (în germană Wiznitz). 
După Unirea Bucovinei cu România la 28 noiembrie 1918, satul Bahna a făcut parte din componența României, în Plasa Răstoacelor a județului Storojineț. Pe atunci, majoritatea populației era formată din ucraineni. În perioada interbelică a funcționat aici o Casă ucraineană de lectură .
Ca urmare a Pactului Ribbentrop-Molotov (1939), Bucovina de Nord a fost anexată de către URSS la 28 iunie 1940, reintrând în componența României în perioada 1941-1944. Apoi, Bucovina de Nord a fost reocupată de către URSS în anul 1944 și integrată în componența RSS Ucrainene. 
Începând din anul 1991, satul Bahna face parte din raionul Vijnița al regiunii Cernăuți din cadrul Ucrainei independente. Conform recensământului din 1989, numărul locuitorilor care s-au declarat români plus moldoveni era de 7 (4+3), adică 0,75% din populația localității . În prezent, satul are 1.009 locuitori, preponderent ucraineni.

## Demografie
Componența lingvistică a comunei Bahna
     Ucraineană (99,6%)
     Alte limbi (0,4%)
Conform recensământului din 2001, majoritatea populației comunei Bahna era vorbitoare de ucraineană (99,6%), existând în minoritate și vorbitori de alte limbi.
1989: 937 (recensământ)
2007: 1.009 (estimare)

## Recensământul din 1930
Componența etnică a comunei Bahna (județul Storojineț)
     Ruteni (97,71%)
     Polonezi (1,44%)
     Altă etnie (0,85%)
Componența confesională a comunei Bahna
     Ortodocși (93,32%)
     Romano-catolici (1,74%)
     Greco-catolici (3,94%)
     Altă religie (1%)
Conform recensământului efectuat în 1930, populația comunei Bahna se ridica la 1.319 locuitori. Majoritatea locuitorilor erau ruteni (97,71%), cu o minoritate de polonezi. Alte persoane s-au declarat: germani (8 persoane) și români (3 persoane). Din punct de vedere confesional, majoritatea locuitorilor erau ortodocși (93,32%), dar existau și romano-catolici (1,74%) și greco-catolici (3,94%). Alte persoane s-au declarat: evanghelici/luterani (8 persoane) și unitarieni (5 persoane).